# Тисрондецан
Тисрондецан (тиб. ཁྲོ་སྲོང་ལྡེ་བརྩན། ཁྲི་སྲོང་ལྡེ་བཙན, трансліт. khri srong lde brtsan/btsan, [ʈʂʰisoŋ tetsɛ̃]; 747—797) — 5-й імператор (цемпо) Тибету з 755—797 роки. Син імператора Меагцома та Цзинь-чен, принцеси з династії Тан.

## Життєпис

### Регентство
При ньому спочатку регентом був Машан з роду Тон. В цей час загострюється боротьба між прихильниками буддизму та тибетської національної релігії бон, яку сповідувала переважна знать Тибету. Машан видав закон, за яким буддизм заборонявся. Також він намагався відправити священну статую Будди з Лхаси до Індії, проте цього йому не вдалося зробити. Її тільки перевезли з Лхаси до області Ман. Після цього того, як Тисрондецан став повнолітнім він відновив буддизм, скориставшись підтримкою його прихильників, щоб послабити знать. Ман та деякі інші сановники були страчені. Після цього статую Будди повернули до Лхаси, розмістивши у храмі Цанкханбум, а книги вчення бон були зібрані та знищені.

### Зовнішня політика
Водночас поновилися війни з Китаєм. У 763 році було проведено успішну військову кампанію, внаслідок чого було захоплено танську столицю Чан'ань. Водночас було зайнято важливу оазу Хамі, 764 року — Ляньчжоу, 766 року — Ганьчжоу та Сучжоу, 781 року — Гуанчжоу. Зрештою після численних бойових дій, порушених перемирь у 783 році було укладено Ціншуйську мирну угоду між Тибетом й Китаєм на користь першого. Кордонами стали верхів'я річки Цзінхе, поблизу Пінляна, Цінчжоу на захід від Фенчжоу та Сішань, на захід від улоговини Ченду, річка Дадухе.
Втім 786 року почалася нова війна. 787 року тибетські армії підійшли до Чан'аня та зайняли Дуньхуан. 791 року було встановлено зверхність на державою Хотан. Втім вже у 794 року повстала васальна держава Наньчжао, яка отримала допомогу від імперії Тан.

### Внутрішня політика
З Індії для зміцнення буддизму були запрошені відомі вчені та вчителя Ачар'я Бодисатва та Бадма Самбава. За часів цього імператора відбувається будівництво численних храмів та палаців. Основними архітекторами цього часу були Джалцалханан та Амдагдалугон.

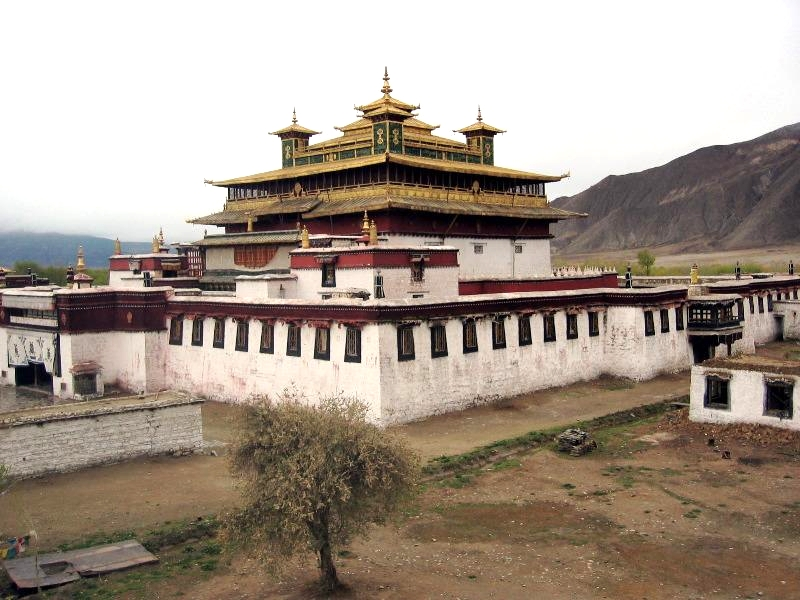
Монастир Сам-е

 Незабаром почалося величне спорудження монастиря Сам-е у місцевості Сершог. Спорудження його було завершено у 787 році. Тоді ж Тисрондецан офіційно оголосив буддизм державною релігією Тибету. Це будівництво вимагало значних витрат державної скарбниці та величезних зусиль всього населення, що нанесло державі великий економічний збиток. Цей факт у свою чергу викликав невдоволення знаті та заможних людей, які у 797 році влаштували заколот, відсторонивши Тисрондецана від влади, передавши її його синові — Мунецанбо.

## Родина
1. Дружина Брозаджангубдон, з племені Бро
2. Дружина — Кхарчензацоджал
3. Дружина — Цебонзамадогдон.
Діти:
- Мунецанбо
- Мутігцанбо
- Тідесронцан

4. Дружина — Пойонзаджалмоцун